# Aspersoir
Un aspersoir est un récipient en verre utilisé pour asperger un liquide, en général un parfum. 
Dans la culture antique, on retrouve plusieurs aspersoirs en verre soufflé, principalement dans les pays de l'Islam. Les aspersoirs sont soufflés au moule, avec des parois minces, d'une seule couleur et décorés de stries en spirale. Souvent de couleur bleue, couleur prisée, leur forme est bulbeuse sur une base concave avec un long col étiré se terminant par un bec verseur. 
Ces récipients servaient à conserver des parfums qu'on aspergeait sur les invités à leur arrivée à une cérémonie ou autres grandes occasions. 

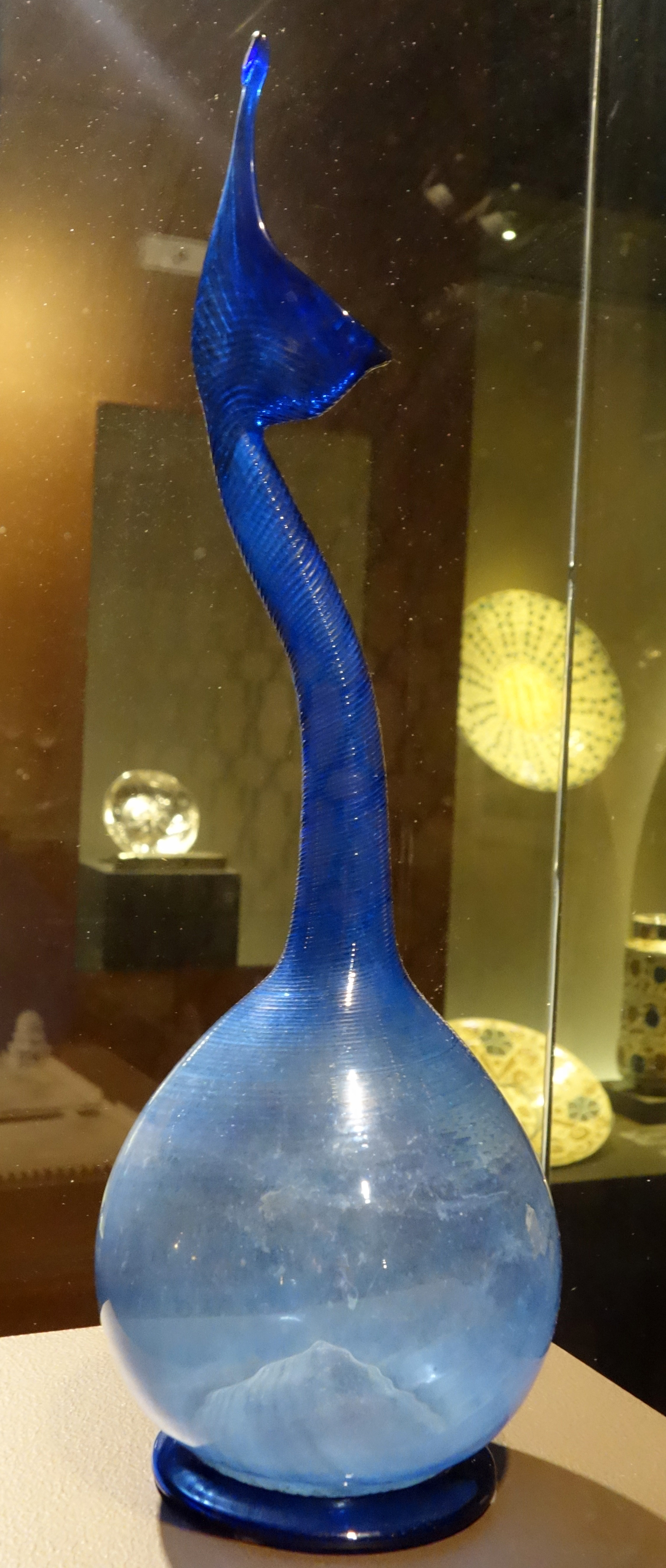
D'origine perse, probablement de Shiraz, vers 1700
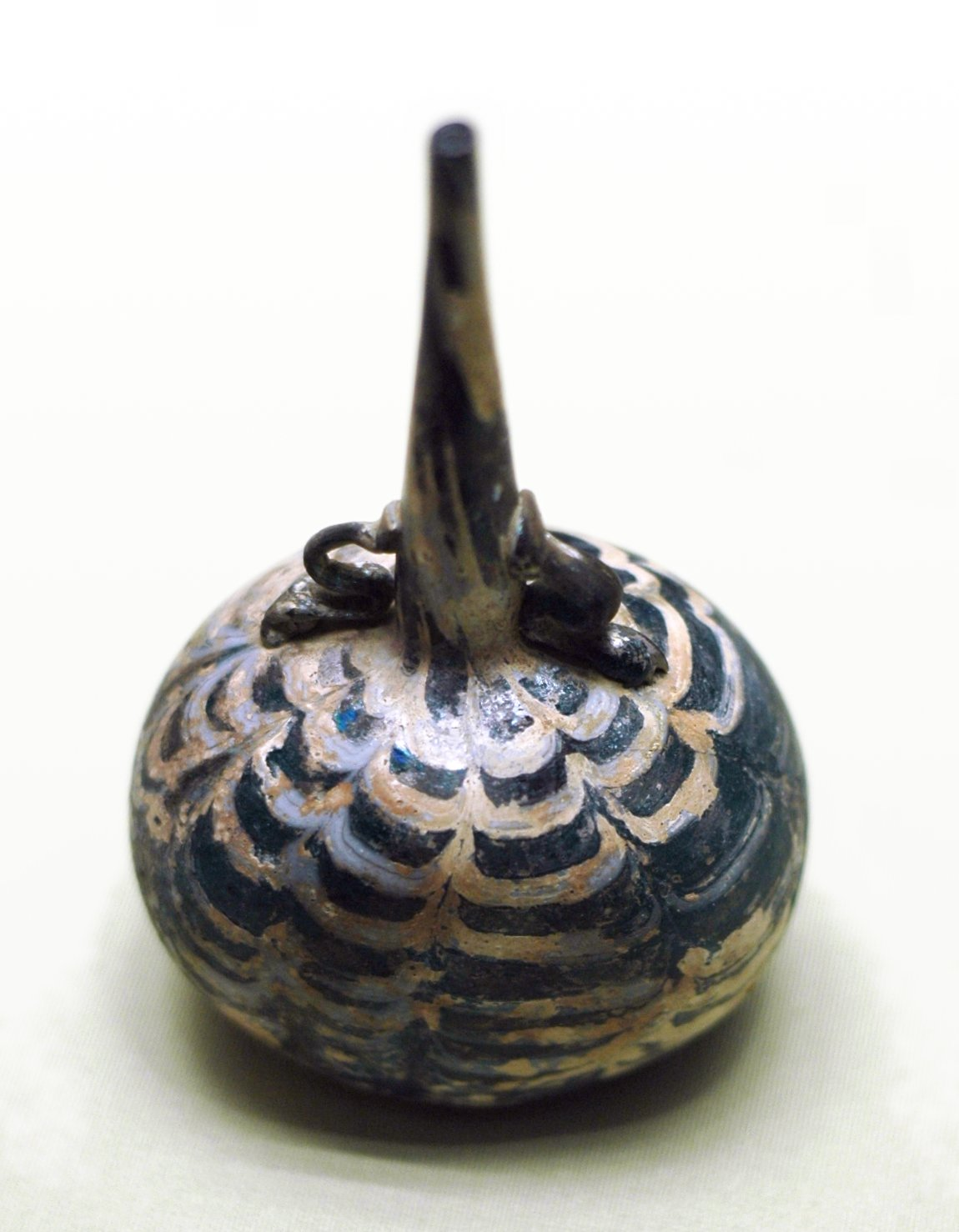
Aspersoir plus ancien, période Ayyoubides, vers le XIIe siècle
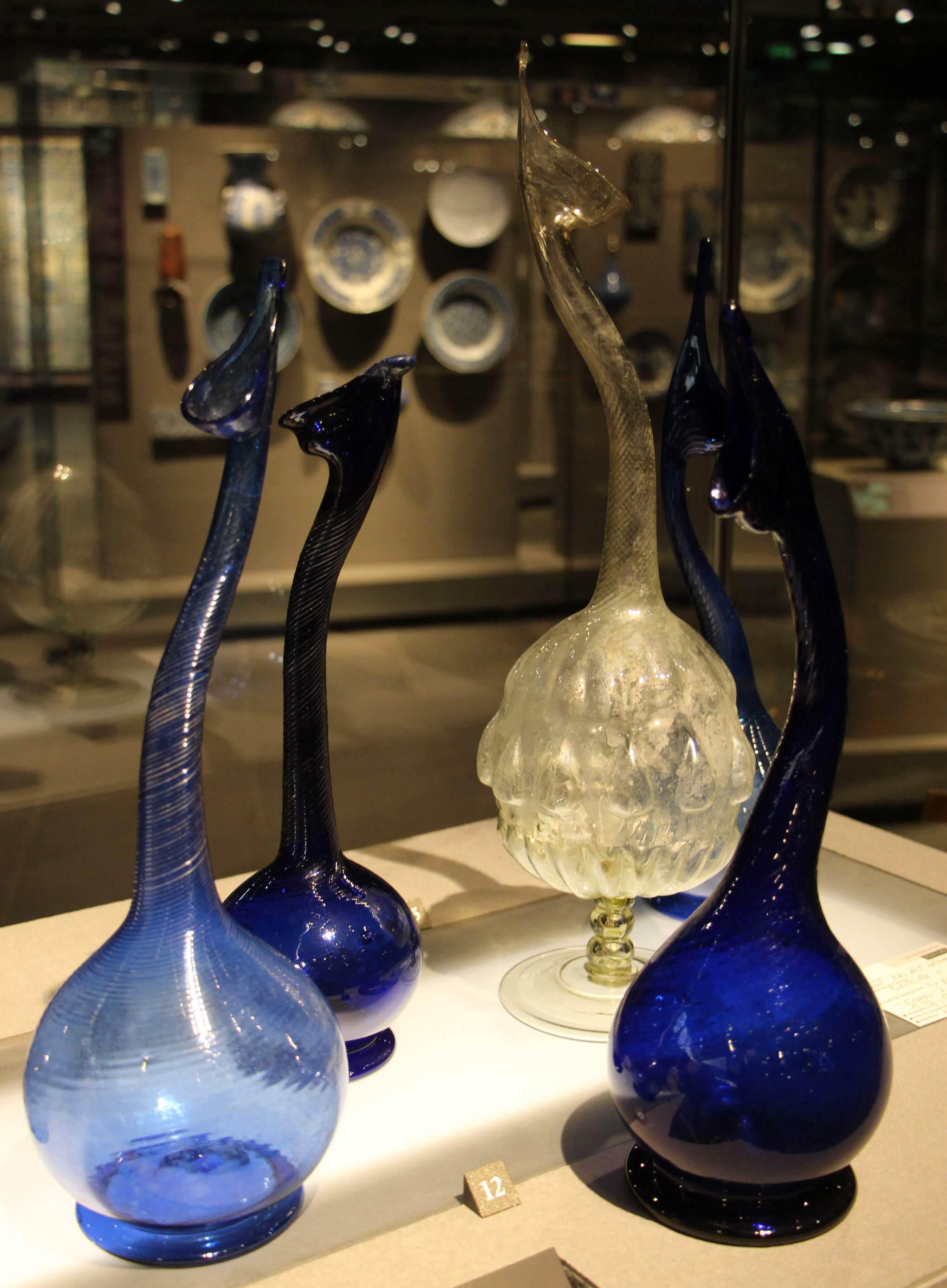
Aspersoirs d'Iran vers 1700

## Source
Musée des beaux-arts de Montréal, Guide : Musée des beaux-arts de Montréal, Montréal, « Musée des beaux-arts de Montréal », 2007, 2e éd. (1re éd. 2003), 342 p. (ISBN 978-2-89192-312-5), p. 45.